# Tanya Louise
Tanya Louise Dunn is een Amerikaanse house-zangeres. Ze is bekend vanwege de hit Deep In You uit 1996. Ze nam een enkel album op.

## Biografie
Tanya Louise liet voor het eerst van zich horen in 1994. Er verschenen de singles 'Distant Groove (1994), Lovely Day (1994) en Deep In You (1994). Het nummer Deep In You deed aanvankelijk niet zoveel. Een nieuwe versie die werd gemaakt door StoneBridge groeide in 1996 echter uit tot een hitje (tip6 in de Top40) en werd Dancesmash op Radio 538. In 1997 verscheen ook een titelloos album, waarbij Joe Smooth betrokken was. Daarna verschenen er nog wat losse singles. De laatste was People van het project Upside. Ook in 2012 zong ze nog het nummer This Love van Submantra & DJ Umbi.

## Discografie

### Albums
- The Album (1997)

| Single met eventuele hitnotering(en) in de Nederlandse Top 40 | Datum van verschijnen | Datum van binnenkomst | Hoogste positie | Aantal weken | Opmerkingen |
| ------------------------------------------------------------- | --------------------- | --------------------- | --------------- | ------------ | ----------- |
| Deep in You                                                   |                       | 18-05-1996            | tip6            | -            |             |